# Industrialni (Krasnodar)
Industrialni (del ruso: Индустриальный) es un posiólok del distrito Prikubanski del ókrug urbano de Krasnodar del krai de Krasnodar, en el sur de Rusia. Está situada en las tierras bajas de Kubán-Azov al norte del embalse de Krasnodar en el rio Kubán, 12 km al nordeste del centro de Krasnodar. Tenía una población de 4785 habitantes en 2010.
Pertenece al ókrug rural Kalíninski del distrito Prikubanski.

## Historia
Desde 1957 se instalaron aquí viviendas en relación con la base agraria de investigación que se puso en marcha durante la época soviética.
La localidad recibió su nombre actual el 11 de marzo de 1977, por decisión del Consejo Municipal de Krasnodar sobre territorios de varias granjas de los ókrug Léninski, Pervomaiski y Sovetski de la ciudad.

## Economía
La principal empresa de la localidad es la OOO "Óptima".

## Servicios
Industrialni cuenta con la escuela media nº62, la guardería nº43, una policlínica, una biblioteca y una oficina de correos.

## Transporte
La Autopista M4 Don pasa al este de la localidad. Estación de ferrocarril en Loris, inmediatamente al sur.